# World Championship Tour 2005
Cet article présente la saison 2005 du Championnat du monde de surf.

## Hommes

### Calendrier
| Date | Lieu                                | Pays                | Compétition                  | Vainqueur       |
| ---- | ----------------------------------- | ------------------- | ---------------------------- | --------------- |
|      | Gold Coast, Queensland              | Australie           | Quiksilver Pro               | Mick Fanning    |
|      | Bells Beach, Victoria               | Australie           | Rip Curl Pro Surf            | Trent Munro     |
|      | Teahupoo, Tahiti                    | Polynésie française | Billabong Pro Teahupoo       | Kelly Slater    |
|      | Tavarua                             | Fidji               | Globe WCT Fiji               | Kelly Slater    |
|      | Saint Leu                           | La Réunion          | Rip Curl Pro Search 2005     | Mick Fanning    |
|      | Jeffreys Bay                        | Afrique du Sud      | Billabong Pro Jeffreys       | Kelly Slater    |
|      | Chiba                               | Japon               | Quiksilver Pro Chiba         | Andy Irons      |
|      | Trestles, Californie                | États-Unis          | Boost Mobile Pro of Surf     | Kelly Slater    |
|      | Côte du Sud-Ouest                   | France              | Quiksilver Pro France        | Andy Irons      |
|      | Mundaka, Communauté autonome basque | Espagne             | Billabong Pro                | épreuve annulée |
|      | Florianópolis, Santa Catarina       | Brésil              | Nova Schin Festival Imbituba | Damien Hobgood  |
|      | Banzai Pipeline, Oahu               | États-Unis          | Billabong Pipeline Masters   | Andy Irons      |

### Classement
| Classement | Nom                 | Pays           | Points | Nombre d'épreuves | Remarque          |
| ---------- | ------------------- | -------------- | ------ | ----------------- | ----------------- |
| 1          | Kelly Slater        | États-Unis     | 7962   | 11                |                   |
| 2          | Andy Irons          | États-Unis     | 7860   | 11                |                   |
| 3          | Mick Fanning        | Australie      | 6650   | 11                |                   |
| 4          | Damien Hobgood      | États-Unis     | 6148   | 9                 |                   |
| 5          | Phillip MacDonald   | Australie      | 6060   | 11                |                   |
| 6          | Trent Munro         | Australie      | 5748   | 11                |                   |
| 7          | Taj Burrow          | Australie      | 5512   | 9                 |                   |
| 8          | Nathan Hedge        | Australie      | 5426   | 11                |                   |
| 9          | Bruce Irons         | États-Unis     | 5294   | 11                |                   |
| 10         | C.J. Hobgood        | États-Unis     | 5248   | 10                |                   |
| 11         | Cory Lopez          | États-Unis     | 5150   | 11                |                   |
| 12         | Joël Parkinson      | Australie      | 4874   | 9                 |                   |
| 13         | Jake Paterson       | Australie      | 4696   | 11                |                   |
| 14         | Frederick Patacchia | États-Unis     | 4638   | 11                |                   |
| 15         | Victor Ribas        | Brésil         | 4558   | 11                |                   |
| 16         | Dean Morrison       | Australie      | 4494   | 9                 |                   |
| 17         | Luke Egan           | Australie      | 4367   | 10                | Retraite          |
| 18         | Tom Whitaker        | Australie      | 4217   | 11                |                   |
| 19         | Paulo Moura         | Brésil         | 4172   | 11                |                   |
| 19         | Mark Occhilupo      | Australie      | 4172   | 11                |                   |
| 21         | Travis Logie        | Afrique du Sud | 4119   | 11                |                   |
| 22         | Daniel Wills        | Australie      | 4068   | 11                |                   |
| 23         | Richard Lovett      | Australie      | 3982   | 11                |                   |
| 24         | Taylor Knox         | États-Unis     | 3850   | 11                |                   |
| 25         | Troy Brooks         | Australie      | 3802   | 9                 |                   |
| 26         | Peterson Rosa       | Brésil         | 3756   | 11                |                   |
| 27         | Daren O'Rafferty    | Australie      | 3739   | 11                |                   |
| 28         | Marcelo Nunes       | Brésil         | 3660   | 11                |                   |
| 29         | Bede Durbidge       | Australie      | 3612   | 11                |                   |
| 30         | Lee Winkler         | Australie      | 3600   | 10                |                   |
| 31         | Tim Reyes           | États-Unis     | 3566   | 11                | Repêché WQS       |
| 32         | Raoni Monteiro      | Brésil         | 3513   | 11                | Repêché WQS       |
| 33         | Sunny Garcia        | États-Unis     | 3356   | 8                 | Rétrogradé en WQS |
| 34         | Chris Ward          | États-Unis     | 3347   | 9                 | Repêché WQS       |
| 35         | Mick Lowe           | Australie      | 3285   | 11                | Repêché WQS       |
| 36         | Luke Stedman        | Australie      | 3237   | 11                | Repêché           |
| 36         | Kalani Robb         | États-Unis     | 3237   | 10                | Rétrogradé en WQS |
| 38         | Greg Emslie         | Afrique du Sud | 3196   | 11                | Repêché           |
| 39         | Tim Curran          | États-Unis     | 2855   | 8                 | Rétrogradé en WQS |
| 40         | Shane Beschen       | États-Unis     | 2725   | 8                 | Rétrogradé en WQS |
| 41         | Kirk Flintoff       | Australie      | 2677   | 10                | Rétrogradé en WQS |
| 42         | Toby Martin         | Australie      | 2636   | 6                 | Repêché           |
| 43         | Shea Lopez          | États-Unis     | 2355   | 9                 | Rétrogradé en WQS |
| 44         | Renan Rocha         | Brésil         | 2170   | 11                | Rétrogradé en WQS |
| 45         | Guilherme Herdy     | Brésil         | 2090   | 6                 | Rétrogradé en WQS |
| 46         | Bernardo Miranda    | Brésil         | 1985   | 5                 | Rétrogradé en WQS |

Les 10 surfeurs rétrogradés sont remplacés par 12 nouveaux (WCT 2006 à 48 surfeurs) : Adriano de Souza  - Bobby Martinez  - Adrian Buchan  - Shaun Cansdell  - Pedro Henrique   - Roy Powers  - Pancho Sullivan  - Yuri Sodre  -  David Weare  - Mikael Picon  - Jarrad Howse  -  Jihad Khodr  .

## Femmes

### Calendrier
| Date                   | Lieu                      | Pays                | Compétition             | Vainqueur         |
| ---------------------- | ------------------------- | ------------------- | ----------------------- | ----------------- |
| 1er mars-13 mars       | Gold Coast, Queensland    | Australie           | Roxy Pro                | Stephanie Gilmore |
| 23 mars-27 mars        | Bells Beach, Queensland   | Australie           | SPC Fruit Pro           | Sofía Mulánovich  |
| 17 avril-22 avril      | Tavarua                   | Fidji               | Roxy Pro                | Sofía Mulánovich  |
| 5 mai-15 mai           | Teahupoo, Tahiti          | Polynésie française | Billabong Pro Teahupoo  | Chelsea Georgeson |
| 21 mai-27 mai          | Perranporth, Cornouailles | Angola              | Roxy Pro                | Sofía Mulánovich  |
| 5 juin-12 juin         | Hossegor, Landes          | France              | Rip Curl Venus Festival | Chelsea Georgeson |
| 1er octobre-9 octobre  | Malibu, Californie        | États-Unis          | Rip Curl Malibu Pro     | Trudy Todd        |
| 24 novembre-6 décembre | Sunset Beach, Oahu, Hawaï | États-Unis          | Roxy Pro                | Chelsea Georgeson |
| 8 décembre-19 décembre | Honolua Bay, Maui, Hawaï  | États-Unis          | Billabong Pro           | Chelsea Georgeson |

### Classement
| Classement | Nom                 | Pays           | Points | remarque |
| ---------- | ------------------- | -------------- | ------ | -------- |
| 1          | Chelsea Georgeson   | Australie      | 7080   |          |
| 2          | Sofía Mulánovich    | Pérou          | 6012   |          |
| 3          | Melanie Redman-Carr | Australie      | 4704   |          |
| 4          | Megan Abubo         | Hawaï          | 4614   |          |
| 5          | Layne Beachley      | Australie      | 4308   |          |
| 6          | Trudy Todd          | Australie      | 4128   |          |
| 7          | Rochelle Ballard    | Hawaï          | 4104   |          |
| 8          | Keala Kennelly      | Hawaï          | 3876   |          |
| 9          | Samantha Cornish    | Australie      | 3786   |          |
| 10         | Claire Bevilacqua   | Australie      | 3780   |          |
| 11         | Jacqueline Silva    | Brésil         | 3708   |          |
| 12         | Serena Brooke       | Australie      | 3324   |          |
| 13         | Rebecca Woods       | Australie      | 3312   |          |
| 14         | Laurina McGrath     | Australie      | 3300   |          |
| 15         | Heather Clark       | Afrique du Sud | 3108   |          |
| 16         | Maria Tita Tavares  | Brésil         | 2622   |          |
| 17         | Melanie Bartels     | Hawaï          | 2340   |          |
| 18         | Pauline Menczer     | Australie      | 1080   |          |
| 19         | Prue Jeffries       | Australie      | 540    |          |

## Statistiques de l'année

### Victoires par nations
Résultats WCT hommes et femmes
| Pays       | Hommes WCT | Femmes WCT | Hommes WQS | Femmes WQS | WLT | Total |
| ---------- | ---------- | ---------- | ---------- | ---------- | --- | ----- |
| Australie  | 3          | 6          |            |            |     | 9     |
| États-Unis | 5          |            |            |            |     | 5     |
| Hawaï      | 3          |            |            |            |     | 3     |
| Pérou      |            | 3          |            |            |     | 3     |
| Total      | 11         | 9          | NC         | NC         | Nc  | 20    |